# Liber taxationis

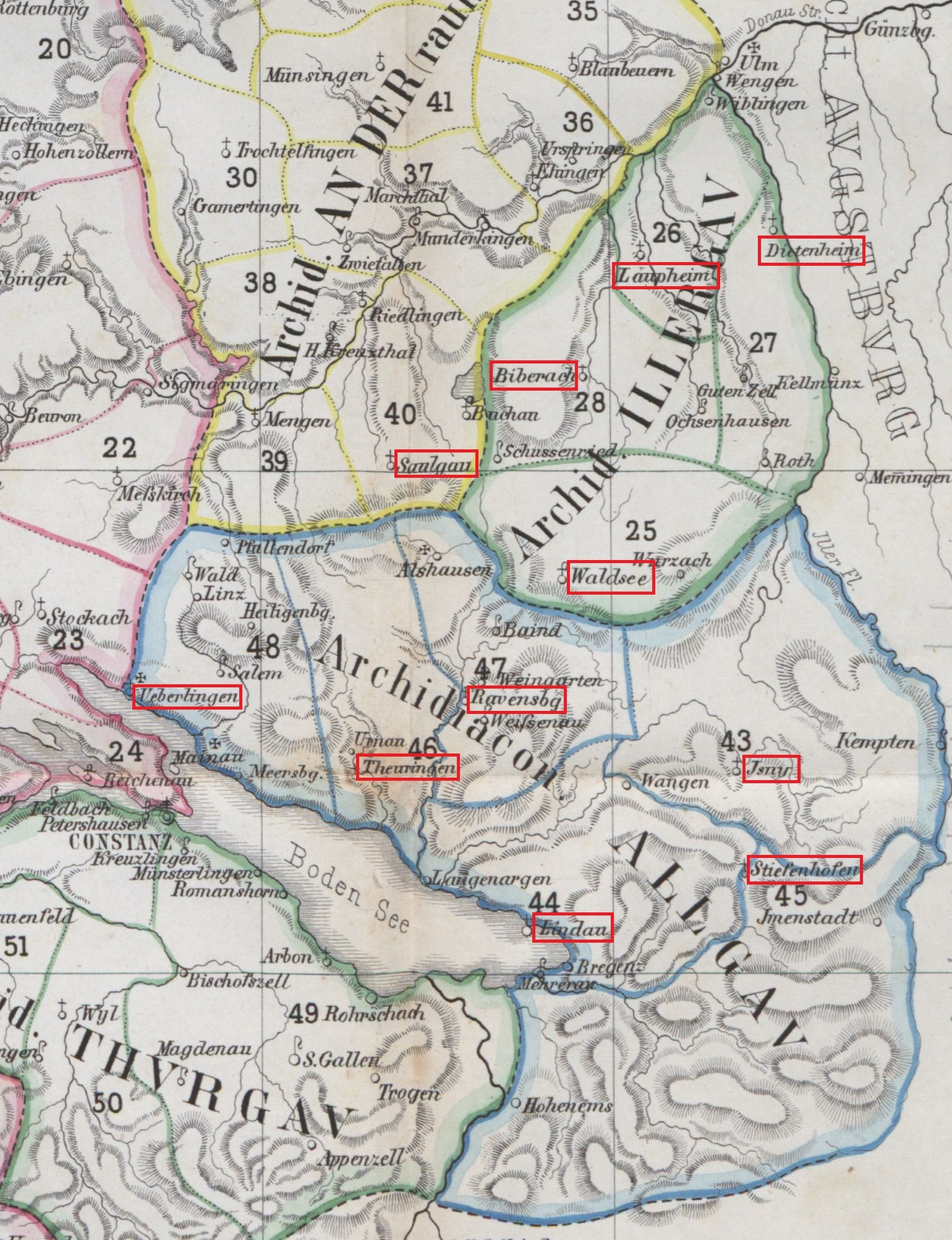
Bistum Konstanz vor der Reformation, Kartenausschnitt mit Markierung der Dekanate des Liber taxationis

Der  Liber taxationis (wörtl. „Steuerverzeichnis“) ist ein Amtsbuch der inzwischen aufgelösten Diözese Konstanz aus dem Jahr 1353. Zusammen mit zwei weiteren Benefizienregistern ist das Verzeichnis im Kodex Ha 81 des Erzbischöflichen Archivs Freiburg überliefert.
Er stellt wahrscheinlich ein Fragment eines ursprünglich das gesamte Bistum umfassenden Einkünfteregisters dar, enthält aber nur Aufzeichnungen zu den elf nördlich des Bodensees aneinandergrenzenden Landdekanaten Isny, Stiefenhofen, Lindau, Ravensburg, Theuringen, Überlingen, Waldsee, Biberach, Laupheim, Dietenheim und Saulgau. Neben den Einkommensverhältnissen ist die Anzahl der ein Kirchspiel ausmachenden Hofstätten genannt und in einigen Fällen dem Bestand zur Zeit vor der großen Pest Mitte des 14. Jahrhunderts gegenübergestellt. Außerdem ist für jede Pfarrei die Entfernung zum Bischofssitz angegeben, möglicherweise auch eine bestehende Quartpflicht (Abgabe eines Zehntviertels an den Bischof) sowie der Patron der Kirche, in seltenen Fällen auch eine Steuerabgabe an den Vogt.
„Register wie der Liber taxationis haben den Charakter eines Diözesanschematismus, der die bestehenden Benefizien, Rechtsverhältnisse, Einkünfte, Größe der Pfarrsprengel und Entfernung zum Bischofssitz festhielt. Sie dienten der bischöflichen Kurie ebenso zur Erhebung von Abgaben wie zu Reformmaßnahmen, die die Bischöfe seit längerem verfolgten.“
Zusammen mit dem Liber decimationis (1275) gehört der Liber taxationis zu den wichtigsten mittelalterlichen Quellen zur Verwaltung der Diözese Konstanz.

## Edition
- Liber taxationis ecclesiarum et beneficiorum in dioeesi Consntantiensi de anno 1353, hg. v. Wendelin Haid, in: Freiburger Diözesanarchiv 5 (1870), 1–65. Digitalisat.